# 대한민국 민법 제777조
대한민국 민법 제777조는 친족의 범위에 대한 민법총칙 조문이다. 1990.1.13에 전문개정되었다.

## 조문
제777조(친족의 범위) 친족관계로 인한 법률상 효력은 이 법 또는 다른 법률에 특별한 규정이 없는 한 다음 각호에 해당하는 자에 미친다.
1. 8촌 이내의 혈족
2. 4촌 이내의 인척
3. 배우자

第777條(親族의 범위) 親族關係로 인한 法律上 效力은 이 法 또는 다른 法律에 특별한 規定이 없는 한 다음 各號에 해당하는 者에 미친다.
1. 8寸 이내의 血族
2. 4寸 이내의 姻戚
3. 配偶者
[全文改正 1990.1.13]

## 참고 문헌
- 오현수, 일본민법, 진원사, 2014. ISBN 978-89-6346-345-2
- 오세경, 대법전, 법전출판사, 2014 ISBN 978-89-262-1027-7
- 이준현, LOGOS 민법 조문판례집, 미래가치, 2015. ISBN 979-1-155-02086-9

## 같이 보기
- 가족
- 친척
- 친족상도례